# Anumeta spilota
Anumeta spilota — вид метеликів родини еребід (Arctiidae).

## Поширення
Вид поширений в західній частині Сахари, на Синайському півострові, в Ізраїлі, Центральній Азії, Пакистані та Індії.

## Спосіб життя
Є одне покоління на рік. Метелики літають з березня по травень.

## Підвиди
- Anumeta spilota spilota
- Anumeta spilota harterti
- Anumeta spilota mugshinensis